# Eustachy Chmielewski

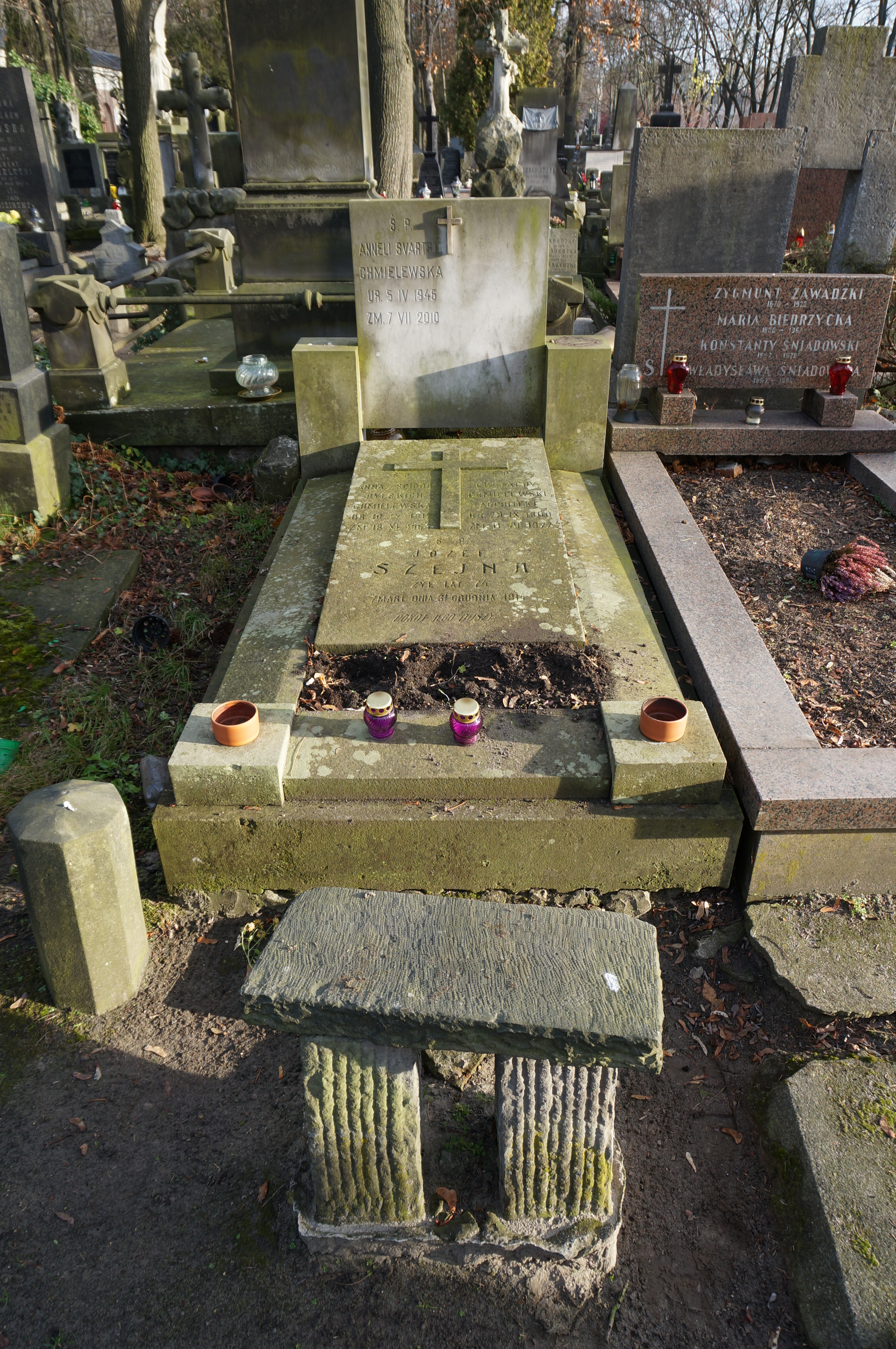
Grób Eustachego Chmielewskiego na cmentarzu Powązkowskim

Eustachy Antoni Feliks Chmielewski h. Jastrzębiec (ur. 20 września 1900 w Wyżnicy, zm. 11 marca 1977 w Warszawie) – polski inżynier architekt późnego historyzmu i modernizmu, projektant. Członek Stowarzyszenia Architektów Polskich (SARP).

## Życiorys

### Młodość
Urodził się w rodzinie szlacheckiej pieczętującej się herbem Jastrzębiec w Wyżnicy nad Czeremoszem (obecna Ukraina) jako syn Erazma Chmielewskiego – delegata Towarzystwa Oficjalistów Prywatnych (w 1908) i członka Galicyjskiego Towarzystwa Łowieckiego (w 1914) oraz Marii z Szemelowskich. Ukończył gimnazjum humanistyczne w Kamionce Strumiłowej (w 1918). W 1919 został internowany przez Ukraińców. W latach 1919–1920 ochotniczo służył w Wojsku Polskim. Absolwent Wydziału Architektury Politechniki Lwowskiej, na którym w 1924 roku obronił tytuł zawodowy magistra inżyniera architekta. 

### Działalność zawodowa
Po ukończeniu studiów pracował w Urzędzie Województwa Śląskiego, później kierował oddziałem budowlanym Urzędu Województwa Poznańskiego. Był członkiem zarządu Rodziny Urzędniczej w Poznaniu. Przed wybuchem II wojny światowej piastował stanowisko Dyrektora Departamentu Budownictwa w Ministerstwie Spraw Wewnętrznych. W związku z wybuchem wojny wraz z innymi wysokimi urzędnikami administracji państwowej opuścił kraj i udał się w kierunku Rumunii. Po dotarciu do Łucka, podjął decyzję o powrocie. Po zakończeniu kampanii wrześniowej wrócił do okupowanej Warszawy. Od 1941 do 1948 mieszkał w Lipnicy Dolnej na Podkarpaciu – w majątku żony, a następnie na Żoliborzu. Pracował w Jaśle, Rzeszowie, Katowicach (biuro architektoniczne Śląskiego Urzędu Wojewódzkiego, radca budowlany), Poznaniu i Warszawie. Od 1948 roku jako wysoki urzędnik administracji publicznej pracował w Ministerstwie Odbudowy, przemianowanym po 1949 roku na Ministerstwo Budownictwa.
Jako członek SARP działał w Katowicach (1925–1929), Poznaniu (1930–1939), gdzie pełnił funkcję wiceprezesa Poznańskiego Stowarzyszenia Architektów Polskich i w Warszawie od 1953 do śmierci.

### Życie prywatne
Mąż Anny ze Ścibor-Rylskich Chmielewskiej h. Ostoja (1912–1964) – ostatniej właścicielki ziemskiej w Lipnicy Dolnej koło Jasła. Jego synami są: prof. dr hab. inż. arch. Jan Maciej Chmielewski (ur. 1941) – architekt, planista, urbanista i wykładowca oraz prof. dr hab. Marek Cyprian Chmielewski (ur. 1942) – chemik i wykładowca, były wiceprezes PAN.
Wraz z żoną spoczywa na cmentarzu Powązkowskim w Warszawie (kwatera 174-4-32).

## Dorobek architektoniczny
Autor licznych projektów architektonicznych, głównie z okresu modernizmu. Projektował zarówno budynki mieszkalne, użyteczności publicznej, jak i obiekty sakralne. Prekursor polskiego budownictwa wielokondygnacyjnego.

### Wybrane projekty i realizacje
- Państwowe Seminarium Nauczycielskie w Pszczynie (projekt wraz z Wojciechem Soboniem, 1925 – niezrealizowany)
- Dom profesorów Śląskich Technicznych Zakładów Naukowych w Katowicach, zrealizowany 1931,
- Zespół domów przy ul. Promienistej w Poznaniu, zrealizowane 1937–1939,
- Kościół Imienia Maryi w Bączalu Dolnym (dwa projekty, lata 1941–1947), zrealizowany 1957–1959,
- Szkoła Podstawowa w Lipnicy Dolnej (projekt w 1945), gruntownie przebudowana w latach 70. i 90. XX wieku,

## Ordery i odznaczenia
- Srebrny Krzyż Zasługi (15 lipca 1955)[5]
- Brązowy Medal za Długoletnią Służbę[6]